# クロックワーク・プラネット
『クロックワーク・プラネット』は、榎宮祐・暇奈椿による日本のライトノベル。イラストは茨乃が担当している。講談社ラノベ文庫（講談社）より2013年4月から刊行されている。略称は「クロプラ」。著者の1人・暇奈は、本作がデビュー作となる。
『このライトノベルがすごい!』2014年版にて作品部門ランキング13位、新作部門3位にランクインしている。また、第3回ラノベ好き書店員大賞にて6位を獲得している。
メディアミックス展開として、漫画版が『月刊少年シリウス』にて2013年11月号（9月26日発売）から2018年10月号（8月25日発売）まで連載された。日本国外においては、東立出版社（台湾）より翻訳版が刊行されている。

## ストーリー
〈クロックワーク・プラネット〉 - 今から1000年前、地球の寿命が突然発表された。それから100年後、地球は死の星となった。だが、ある人物により、寿命を迎える前に全てのものが歯車によって再現・再構築されたことにより、人類は生存することができていた。しかし、歯車によって人類は生存できている一方で、破綻と延命といった犠牲を強いることが日常となり、人類は1000年もの間、何も変われずにいた。そんな惑星に暮らしている見浦ナオトの家に、ある日突然一つの箱が落下してくる。その箱に入っていたのは一体の自動人形・リューズだった。そして、二つの出逢いによって運命の歯車は回り始める。

## 登場キャラクター

### メインキャラクター
見浦 ナオト（みうら ナオト / Naoto Miura）
声 - 南條愛乃
本作の主人公。糺ノ森高校一年生で、小柄な体格の少年。特徴的な淡いグレーの瞳は、ひねくれた人格を反映しているかのように目つきが悪く、それが周囲に与える印象を悪くしている。
筋金入りの機械マニアで、機械以外のものにはまるで興味が無い。中学生になった時に自分でもそれが行き過ぎていることに気付くが、それを見直すどころかむしろ個性だと割り切り、そう自覚してからは自分の趣味を人前で公言するようになった。また、美人の先輩に告白されても、ムーヴメントを一つも搭載していないという理由で断り、人間関係もかなり希薄になっている。これらのことから、現在はクラスメートからいじめを受けながら過ごしている。
「異常聴覚」の持ち主で、5キロ以上離れた場所からする足音や、離れたビルの室内で起こっている出来事、兆単位の粒子歯車が噛み合う音など、あらゆる音を正確に聞き分けることが出来る。また、音を聞いただけで正確な人数や場所、歯車の数や歯車の異常個所なども分かってしまう。このため普段はノイズキャンセリング機能の付いたヘッドホンを被っているが、ヘッドホン越しでも普通に会話することが出来る。更に彼の耳は電波の音も捉えることができる。この特異な才能のおかげで、マリーの先祖代々が206年掛かっても直せなかったリューズの故障箇所をたった3時間で直している。
両親は三流時計技師だったが、数年前に相次いで他界。兄弟や親戚もおらず、現在は区画・京都の隅っこのやや斜めに傾いたおんぼろマンションに暮らし、部屋には両親の仕事道具も利用してナオトが一から作り上げた自動人形も置いてある。
趣味で自動人形を作りながら、日々を過ごしていたが、ある日、リューズが収められていたコンテナがナオトの住居に落下してくる。崩壊の危険も顧みず、故障していたリューズを直し、修理を終えた時、住居が崩壊。だが、修理されたリューズのおかげで難を逃れる。リューズを直したことにより、彼女からマスターと認められ、彼女と共に過ごすこととなるが、世界の命運に巻き込まれてゆくこととなる。貴重品を除く財産を失ってしまったため、現在は漫画カフェ難民として漫画喫茶に暮らしている。
リューズ（RyuZU）
声 - 加隈亜衣
地球を全て歯車に作り替えた「Y」が、約1000年前に製造したInitial-Yシリーズの壱番機。
206年前に故障し、それ以来、機能停止状態となっていたが、ナオトに直されたことにより再起動する。その後、与えられた至上命令である「付き従うもの（ユアスレイブ）」に従い、修理を施したナオトをマスターとして登録し、彼と行動を共にするようになる。
壊れた歯車は「虚数運動機関（イマジナリー・ギア）」を起動するのに必要な部品で、修理されたことにより「虚数時間（デュアル・タイム）」を発動できるようになる。これは自身の体感速度を高速化し、発動中はリューズからすれば数時間の出来事であるが、見ている側はほんの一瞬の出来事のように感じる。そのため、どんな敵でもリューズ以外は一瞬で倒されているように見えている。
喋るたびに毒が混ざっているほどの毒舌家。その毒舌っぷりはマリーを超えるほどである。
自らをInitial-Yシリーズの中で最弱であると称している。
ちなみに懐中時計や腕時計にはゼンマイを巻き上げたり、時間を合わせるための竜頭（りゅうず）というツマミがある。
マリー・ベル・ブレゲ（Marie Bell Breguet）
声 - 大西沙織
毒舌家。「国境なき技師団」の後援者の五大企業の一つであるブレゲ社の社長令嬢でもある。
複数の有名大学を首席で卒業した才女であり、在学中に歴代最年少の13歳で、世界に2億人いる時計技師の頂点である第1級時計技師になった。父親、姉も世界一の時計技師と言われている。
人前ではかなり強気に出るが、誰もいない場所になると普通の少女に戻る。また、正義感がとても強い。
当初は国境なき技師団の一員として、区画京都の修理のため来日するが、軍の姿勢に違和感を感じ、独自に調査していくと京都をパージする計画を知る。マリー自身は最後まで修理を試みるつもりであったが、技師団上層部と軍が手を組んで計画を知る彼女を追放。打つ手がなく諦めかけた時、修理されたリューズとナオトに出会う。そこで彼らと情報交換し、共に修理に向かう。二人の協力もあり、区画の修理とパージの阻止に成功する。この出来事から、ナオトを巻き込み、夢でもある時計仕掛けの惑星の設計図の再現を目指すことを決意。現在は京都計画的パージ未遂事件の際に謀殺されたことにして、身分を抹消。マエリベル・ハルターとしてナオトと同じクラスに転入する。
ヴァイネイ・ハルター（Vainney Halter）
声 - 松田健一郎
第2級時計技師。元陸軍兵士で現在はマリーの秘書官兼ボディーガードをしている。
見た目は人間と何ら変わりはないが、中身は若いころに完全に義体化している。このため戦闘能力はかなり高く、その力は自動人形を骨格ごと引きちぎることが出来る。
彼の義体はブレゲ社の第8世代で、次期市場投入モデルより更に一つ世代が上のプロトタイプ。
京都計画的パージ未遂事件の後、ナオトのクラスの担任として着任する。
アンクル（AnchoR）
声 - 千本木彩花
2巻より登場した。
地球を全て歯車に作り替えた「Y」が、約1000年前に製造したInitial-Yシリーズの肆番機。区画・滋賀で発見され大型兵器八束脛と共に区画・三重にいた。幼い少女のような機体で当初は仮面をつけ足元まで落ちている髪はまるで血のような赤をしていた（仮面が破壊された後は髪は短くなり色も黒くなった）。その大きさは小柄なマリーよりも小さい。
与えられた至上命令は「撃滅するもの（トリーシュラ）」。Initial-Yシリーズの中で唯一兵器として製作されたため、最強の戦闘能力を持っている。
アンクルが持つ固有機能「永久運動機関（パーペチュアル・ギア）」は名前の通り永久に動き続ける機能。自動巻きのゼンマイから得られるエネルギーを一切消費せずに機体を駆動させることができる。ゼンマイから得たエネルギーは全て熱量に変換され、体にあるキューブに保存される。アンクルが引き起こす空間操作や武装の格納、召喚は全て無限熱量を利用することで起こる。また固有機能「永久運動機関（パーペチュアル・ギア）」から出力された熱量をすべて攻撃に回し自壊前提で自身の最大限に性能を引き上げる代わりに自身では止められない機能「終焉機動（スティール・ウェイト）」を持つ。華奢な体でありながら「共振破砕砲（レゾナンス・カノン）」を搭載している（これらの構想は、参番機の段階で既に見られる特徴でもある）。
唯一兵器として製作しているため、マスターを持たない状態ではその戦力の管理や適切なマスターを得るために自由意思を持つが、マスターが設定されると純粋な兵器として機能するために自由意思を失うように設計されている。また機械などは破壊できるものの人間には攻撃ができずこの特性をナオト達に利用されている。
ナオトのことを「お父さん」、マリーのことを「お母さん」と呼んでいる。
アンクルの名前はアンカー、留めるための力を意味している。このためマスター承認に必要な言葉には、無限の暴力を手にするならそれを行使しない意思を持たねばならないというYのメッセージが込められている。
ちなみに機械式時計にはテンプとガンギ車の歯を進める為のアンクルという爪のようなY字型の部品がある。

### サブキャラクター
Y
地球上全ての機能を歯車で再現した人物。元々は時計技師であったが、膨大なデータを抱え、地球を歯車で再現することに成功した。現在、その設計図は失われている。
また、「Initial-Yシリーズ」を作ったのもY。
コンラッド
声 - 石塚運昇
マリーのもとで働き、壮年期から老年期に入りつつある整備士。若い頃に第1級時計技師になって以来、長年第一線で働いており、その技術や経験は誰もが認めている。
本来はマリーに代わって指示を出してもおかしくはないが、常に一歩下がって後進の若者にさりげなく助言する立場を好んでいる。
京都計画的パージ未遂事件の後、技術団を脱退してフリーの時計技師として働いている。
護身術に精通しているようで、軽装型自動人形の一ダースぐらいならドライバー一本で何とかできると述べている。マリーに護身術とは到底思えないようなえげつない技を教えたのもコンラットによるもの。
ベルモット
声 - 竹内良太 / 松田颯水（女性）
2巻に登場する人物。壮年の男。
名前は本名ではなくコードネーム。とある企業に所属している諜報工作員。若い頃にしくじったことがあり、生身の身体とまともな人生を失っている。とある工廠の調査の際にアンクルに出会ってしまい一度は消されてしまうが、のちにアンクルの武器庫から吐き出され、マリーがチューンした愛玩用の義体に移植され復活。再び覚醒した際には巨乳美女になった自分の姿に驚愕したが、それ以上に規格が違う義体に移植を可能にした腕前に驚嘆していた。区画・三重に攻撃する前に首都で戦い敗北した政府と軍は互いに責任を押し付け内部崩壊するので放置すべき事案に過ぎないことを見抜いており、そもそも区画・三重を巡る一連の騒動は政権奪取を目的とする政争であり目を向けるべきことはこちらであることをマリーたちに指摘した。
彼の義体は第6世代。
アマレット、ストレガ
声 - 茂木たかまさ（アマレット）、佳村はるか（ストレガ）
2巻に登場する人物。2人ともベルモットと同じく義体化されている。
ベルモットと共にとある工廠の調査を行っていた際にアンクルと出会ってしまい、存在ごと消されてしまった。
室井 モリカツ（むろい モリカツ）
声 - 飛田展男
区画・三重の知事を務めている男。妻と娘の3人暮らし。区画・滋賀のパージの真相を知っている数少ない人物の1人。家族を心から大事に思っている。区画・京都パージ未遂事件の真相が表沙汰になったことで信用を失った政府により因縁をつけられ、自身が知事を務める区画・三重全てが無理やり敵に仕立て上げられてしまった。それに乗じた軍が攻撃開始のため首都に軍を集めていることも理解しており、区画・三重が危機に陥ることまでは想定していなかったマリーを激しく非難した。
比良山 ゲンナイ（ひらやま ゲンナイ）
声 - 菅生隆之
廃棄された区画・滋賀の元軍部の人間であり同志ともに区画・三重に潜伏し電磁式機動兵器八束脛を使いクーデターを起こした。三重の地下で出会ったナオトのことを「Y」とみなしている。
星宮 蓬子（ほしのみや ほうこ）
声 - 内田真礼
区画・桜田門の天御柱に住まう女性でマリーの欧州時代からの友人。首脳陣に殿下と呼ばれていたことからこの国でもそれなりの地位にいると推測ができる。
Y. [BezEL]
かつてコンラッドが20代の頃に母国の女王から極秘裏に修理を依頼された動かない自動人形。王家に秘蔵され続けていた。その構造の精密さ故にInitial-Yシリーズの一機だと思われるが、現状は不明。
TemP（テンプ）
4巻で登場。「Initial-Yシリーズ」の参番機。至上命題は「揺れ動くもの（エアリアル）」。ただし、その真意は現在不明である。テンプは「自由であれ」と受け取り、現代に至るがリューズはそれに疑問を呈している。
性格は天真爛漫でおっちょこちょい、リューズいわく「貞操までユルい」とのこと。
200年前に一度リューズに破壊されており、再起不能であったが『Ω』により修理されて再びリューズ（とベルモット）の前に立ちはだかる。
アンクルの固有機能「永久運動機関（パーペチュアル・ギア）」の前提技術として開発された固有能力「月歌繚乱（ムーン・フェイズ）」を有する。固有機動『相転運動機関（フォノニック・ギア）』は、振動（音子）を完全な制御下におきコントロールするものとなっている。音子（フォノン）を操り、あらゆる振動を中和・干渉できる。ただ、欠点として、アンクルに搭載されている「共振破粉砲（レゾナンス・カノン）」と異なり、接触しなければ対象に被害を与えられないが、威力においては同等である。
補助的な能力として、音子（フォノン）を光学音子として扱うことで、光の「屈折」や「散乱」を操る視覚の変化。音子に変換し蓄えたエネルギーを波動関数として打ち込む身体強化と共振破砕（レゾナンス）。出力される波動による”流体”のコントロール。流体に”孤立波（ソリトン）”の性質を付与し、物質性を与えることができる。また、自身に対する精密な波動調整によって「物体をすり抜ける」事ができ、自身に伝道させる波動を精密捜査することで、物質性を無視し、力学的効果を”恣意的に”受けるかすり抜けるかを選べる。そのため、他のシリーズより攻撃手段に制約があるものの、それを補うための能力を保有しており、一概に他より劣っているわけではない。

## 用語

### 時計仕掛けの惑星関係
時計仕掛けの惑星（クロックワーク・プラネット）
物語の舞台となっている惑星。「Y」という一人の人間によって作られた。
元々は生きていた地球であったが、1000年前に学者が突然地球の死を発表。その後地球はゆっくりと活動を停め、100年かけて死の星となった。
現在は、風や気温、重力などあらゆるものが全て歯車によって制御されている。また、干上がった海や死んだ陸も、地殻ごと削られて歯車になっている。その歯車の下は大深度地下層と呼ばれており、生身の人間は十数秒で死ぬ空間とされている。
歯車は常に回転しているため、隣接している都市間でも移動手段は限られている。移動には歯車同士を繋ぐ「円筒鉄道」か空路のいずれかを用いるしかない。
円筒鉄道（シリンダ・トレイン）
隣り合う都市同士を結ぶ鉄道。歯車の一歯に直径10メートルほどの穴が無数に開いており、その一歯が隣の同じような穴の開いた一歯と噛み合った瞬間に乗客や貨物を乗せた巨大な円筒が大量に射出され、一斉に交換される。1日に数回運行されるが一瞬で大量輸送を行う為、円筒鉄道が到着した後のターミナルは大勢の人で溢れていることが日常となっている。
射出される際は数千門の大砲を炸裂されたような甲高く鋭い爆音が響く。このため旅客用の円筒鉄道には遮音機構を積んでいるが、ナオトには全く意味をなしていなかった。
時計仕掛けの惑星において、都市の内部ではゼンマイ仕掛けの列車やバス、無人タクシーなどが走っているが、都市同士では互いが絶えず回転しているため常時連結している道路や鉄道は存在しない。
環状鉄道（リング・レイル）
ゼンマイ仕掛けで動く、都市交通において重要な役目を担っている鉄道。都市を一周するように走っており、その速度は惑星座標的には時速80キロで走行している。しかし都市の回転と逆方向に行く場合、その関係上相対速度は時速140キロに達する。
パージ
意図的に行われる都市の崩落。修理不可能な故障が発生した都市のエラーが惑星機構全体に波及する前に、丸ごと切り離して破棄する「選別行為（トリアージ）」を指している。
時計仕掛けの惑星において、全ての歯車は都市規模の歯車が丸ごと欠損しても他の都市が生き物のようにその不足を埋めて動き続ける事ができるように設計されている。しかしその連結性、連動性は複雑怪奇であり、1つのパージが4000キロメートル彼方の都市に影響を与えることもある。このため、パージを行う際には政府・国際機関・周辺諸国の承認が求められる。
1巻において、区画・京都はパージが決定し、軍がパージを行おうとしたが、ナオトたちの活躍によりパージを食い止めることに成功した。
電磁技術
全てを歯車によって構成している現代の地球から見ておよそ1000年前まで発達していた技術。現在では廃れてしまっている。
地球の機能を歯車に切り替えた際に、電磁技術のもたらす電磁波が精密機械の殆どに使われている粒子サイズの歯車を狂わしてしまうため、また都市を構成している歯車に甚大な影響を与えてしまうといった理由から、一部の使用を除いて一切の使用と研究を禁じている。

### 区画関係
区画（グリッド）
都市を分けている歯車の総称。日本では都道府県ごとに分けられている。1つの区画は直径数キロから数十キロに及ぶ。
区画の移動は容易ではないため、殆どの人が生まれた区画からは出ずに一生を終える。
東京は多重区画領域（マルチプル・グリッド）と呼ばれており、1つの都市を複数の区画に分けて構成している。
区画・京都
ナオト達が暮らしている区画で、日本でも有数の観光都市のひとつ。
地球が歯車に作り替えられた時、世界各国に遺されていた文化遺産は可能な限りそのままの状態で保存されている。その中でも京都はその保存数の多さで有名な都市となっている。
京都を代表する12箇所の観光スポットは全て時計塔としての役目を持っており、中身をごっそり時計仕掛けに入れ替えてある。
「京都計画的パージ未遂事件」と呼ばれる前代未聞の事件が発生した場所でもある。
区画・ネリュングリ
ロシアに存在した区画の一つ。42年前の6月8日にパージが行われた。シベリアの南にあった区画。機能不全を起こしたが無人の区画であったため異常の発見までに時間が掛ってしまった。そのためシベリアの凍土が溶け、その水がバイカル湖に流れ込んだためバイカル湖は氾濫し周囲は水没、その影響は北東アジアにまで及んだ。現在シベリアはその気候を生かし世界有数のリゾート地として繁盛している。
区画・滋賀
日本に存在した区画の一つ。30年前にパージが行われた。突如大規模なそして致命的な障害が発生した滋賀に、当時の政府は緊急事態に基づく特別災害対策法案をスピード可決し修理に派遣された技師団の到着を待たずに強制パージに踏み切った。当然この行為は大きな問題となったが事後の調査が進むにつれ、対処が遅れていればその影響は西日本全ての区画に及んでいたことが判明、現在はやむを得ない苦渋の決断だったとされている。
ところが当時の滋賀では国際規定違反とされる電磁技術の研究が行われており、その実験の最中に大規模な電磁場が研究所から漏れ、都市機構に支障を来したのが原因で、強制パージも国際社会に国際規定違反が露呈するのを避けるため、そして証拠ごと処分するために行われたものだった。
歯車で再現する際滋賀は西日本一帯の水源都市として再現された。このためパージされたことが原因で隣の三重は気候が変わってしまい蒸し暑い日が続くようになった。パージされた滋賀の残骸は大深度地下層に残っている。
区画・三重
日本に存在する区画の一つ。区画・滋賀が沈んだことで陽が沈んでも蒸し暑い日が続いている。地下には抑止力としては桁外れの大きさの兵器が眠っている。
区画の中心は賑わっているが、郊外の一部のエリアは兵器の製作に必要な資材を時計塔などから持ち出したため、人が全くいないゴーストタウンと化している。
区画・秋葉原
多重区画領域・東京にある区画の一つ。通常時計台のメンテナンスや管理は軍が行っているが、数少ない例外として大学が技術研究のために時計台のメンテナンスや管理を行っている。
秋葉原テロ事件と二・八事変が起こった。
区画・桜田門
多重区画領域・東京にある区画の一つ。全国のコアタワーを束ねる天御柱（アメノミハシラ）が存在しそれを星宮家が管理している。八束脛を倒すために一時的にナオトたちが占拠した。

### 時計技師関係
時計技師
この世に2億人はいるとされている。最初は全員「3級（レアリング）」から始まり、現場に揉まれて「2級（ゲゼル）」となる。「1級（マイスター）」になるには、才能と経験の両方がないとなることが出来ない。
国境なき技師団
マリーが所属している国際組織。惑星機構の維持と保全を目的としており、世界に6305人いる第一級時計技師の過半数が所属している。最高の技術と装備を揃えており、世界中のありとあらゆる都市の障害に立ち向かう。
非営利組織であるが、五大企業と呼ばれている企業がスポンサーについている。
アカデミー
国境なき技師団が運営する時計技師専門の学校。第一級時計技師になるための登竜門と言われている。通常は2級の資格を持っていないと入学できないが、現役の第一級時計技師2名が推薦書を書けば、資格がなくても特待生として入学することが出来る。

### その他用語
Initial-Yシリーズ
Yが1000年前に作り出した自動人形シリーズ。リューズはその壱番機。Yが遺したシリーズのため、シリーズ全てを集めたものは世界を手に入れることが出来るや、Yの遺産を受け継ぐなど様々な噂が存在する。
一体ごとに至上命令が与えられている。リューズの至上命令は「付き従うもの（ユアスレイブ）」、区画・京都の大支柱の下にいるとされた肆番機アンクルは「撃滅するもの（トリーシュラ）」が与えられている。
オートマタ・ファン
自動人形（オートマタ）愛好家向けに刊行されている月刊情報誌。ナオトの愛読書で、業界の最新技術を詳しく解説している。
京都区立糺ノ森高校（きょうとくりつただすのもりこうこう）
ナオトが通っている学校で、高野川と賀茂川の合流地点にできる「鴨川デルタ」の奥に立っている。
機械銃剣（コイル・スピア）
本作に登場する兵器の一つ。
超振動する銃剣は一振りで小銃、散弾・榴弾銃にまで変形することができ、個人が携行可能な火器としては汎用性・火力において最強の武器とされている。それゆえ使いこなすことができれば生身の人間でも軍用自動人形を相手にすることができる。
最先端時計の産物であるため、五大企業以外には製造できないとされている。主に諜報工作員が使用するが、各社の技術的特徴からたやすく所属が露呈してしまう為、非常事態以外には使用されることはない。
八束脛（ヤツカハギ）
区画・三重の地下深くで極秘に作られていた電磁式機動兵器。その大きさは高さ320メートル、奥行き932メートルという桁外れなもので、折り畳まれた脚の節の一つ一つが高層ビルのようなサイズをしている。また耐久性も非常に優れており、その外部の装甲はリューズの鎌であっても傷をつけることができない。
この兵器は旧区画・滋賀の軍が制作した巨大な電磁石で、発せられた電磁波は歯車技術で作られた全てのものを一瞬で機能停止に追い込むことができる。
主砲はマイクロウェーブメーザーカノンと呼ばれる物で一撃で天御柱の歯車群を破壊できるほど。
国際区画管理機構（ISS）
時計仕掛けの惑星に存在する国際機関の一つ。全区画の兵力の管理を行っている。
区画・三重にあった巨大な兵器はISSが定めた軍事力保有制限協定の協定違反となっている。また、電磁技術の研究・開発もISSにより禁止されている。
共振破砕砲（レゾナンス・カノン）
本作に登場する兵器の一つ。
重武装ヘリや駆逐艦に搭載されている大型破壊兵器。その威力も使用するエネルギーも携行できるような代物ではなく、その威力は高層ビルを一撃で倒壊させることができる。だが、アンクルは上述のように携行し使用している。
京都計画的パージ未遂事件
区画・京都で起こった前代未聞の事件。軍・政府・国境なき技師団上層部によるマッチポンプであった。
表向きは京都を構成する歯車に致命的な障害が発生したものの修理できる実力を持つ国境なき技師団は間に合うことができず、やむをえず国境なき技師団の代わりに軍が修理を試みても解決することが出来ず、障害が区画全体に影響を及ぼし始めたという説明となっている。そこで被害拡大を防ぐため、やむなく京都を強制パージにより破壊を決定したというシナリオとして世間に発表されていた。
実際は軍どころか専門家の国境なき技師団も修理できず被害が拡大しており、崩壊に伴う軍関係の機密漏洩や国境なき技師団上層部の権威失墜、果てはそもそも障害発生の原因であった政府による大企業との癒着というスキャンダル発覚は避けられないほど事態は深刻化していた。被害拡大を防ぐ意味もあったとはいえ、それぞれに不都合な事実を隠ぺいするため、軍・政府・国境なき技師団上層部は示し合わせ、京都を強制パージして証拠を隠滅し、そこに住んでいた2000万人の市民も見殺しにしようとしていた。
軍・政府・国境なき技師団上層部の陰謀に対し、国境なき技師団上層部の決定に異議を唱える技師団上層部以外の技師団は障害解決作業を続行することで抵抗を開始。大参事を防ぐためにマリーとナオトも協力し、京都を構成する全ての歯車を一時的に掌握、異常個所を修理することで強制パージという最悪の事態を防いだ。障害が解決した後も軍・政府・国境なき技師団上層部は真実を知るマリーたちを消すために武力介入を実施するが失敗に終わった。
この事件はマリーによる匿名の告発によって直接事件に関係する資料ばかりでなく、明らかに機密レベルであろう諜報資料や裏工作の報告書、さらに歴史的虐殺事件の真相や政府と企業の談合資料、某国に潜入しているスパイの名簿や地図に記載されていない軍の秘密基地の位置、条約違反兵器の保有、技術団の一部による極秘人体実験に至るまで、全貌は余すところなく世間に晒された。
この事件の後、国家の威信は傷つき、市民からの信頼は失われ、事件に加担していた企業の信用は軒並み失われたことにより業績が長らく停滞するなど影響は全世界に及んだ。特にマリーの謀殺を命じた技術団所属のリモンズの後ろ盾となっていた五大企業の一つ、ヴァシュロン社の損害はとても大きなものとなった。なお、この事件でマリーは最後まで都市を救おうとして謀殺された悲劇の社長令嬢ということになっており、ブレゲ社は一連のスキャンダルの中、無傷で済んでいる。
全てを暴露され追い詰められた軍・政府・国境なき技師団上層部は責任追及を逃れるため、区画・三重に無理やり因縁をつけ敵対勢力として公表、世論の注目をそちらに逸らすため更なる暴走を開始することとなった。

## 制作背景
ライトノベルとしては珍しい作者が一人だけではない「合作」という形で書かれている。著者の2人によると、合作と言う形が生まれたのは、原稿を書く際に役割をきっちりと分けなかったためと説明している。本作は著者の榎宮が海外でガン治療を受けていた時に、免税店で機械式時計のパンフレットを見てその世界に引き込まれ、それを元にしたプロットを作ったが、榎宮の作風に合わなくなり、プロットの清書を暇奈に持ちかけたため合作という形が生まれたとも記載されている。なお、1巻と2巻では榎宮・暇奈共に著者として記載されているが、3巻では榎宮が著、暇奈は協著と記載されている。また、当初は榎宮が挿絵を担当する予定だった。

## 既刊一覧

### 小説
講談社ラノベ文庫より刊行。日本国外においては、東立出版社（台湾）より翻訳版が刊行されている。
|   | タイトル                    | 発売日         | ISBN              |
| - | --------------------------- | -------------- | ----------------- |
| 1 | クロックワーク・プラネット1 | 2013年4月2日   | 978-4-06-375293-9 |
| 2 | クロックワーク・プラネット2 | 2013年11月29日 | 978-4-06-375348-6 |
| 3 | クロックワーク・プラネット3 | 2014年10月31日 | 978-4-06-381415-6 |
| 4 | クロックワーク・プラネット4 | 2015年12月29日 | 978-4-06-381508-5 |

### 漫画
『月刊少年シリウス』にて2013年11月号（9月26日発売）から2018年10月号（8月25日発売）まで連載。原作は榎宮祐・暇奈椿、キャラクター原案は茨乃で、漫画はクロが担当する。
|    | タイトル                     | 発売日         | ISBN              |
| -- | ---------------------------- | -------------- | ----------------- |
| 1  | クロックワーク・プラネット1  | 2014年2月7日   | 978-4-06-376445-1 |
| 2  | クロックワーク・プラネット2  | 2014年10月31日 | 978-4-06-376487-1 |
| 3  | クロックワーク・プラネット3  | 2015年3月9日   | 978-4-06-376529-8 |
| 4  | クロックワーク・プラネット4  | 2015年9月9日   | 978-4-06-376571-7 |
| 5  | クロックワーク・プラネット5  | 2016年3月9日   | 978-4-06-390611-0 |
| 6  | クロックワーク・プラネット6  | 2017年1月6日   | 978-4-06-390674-5 |
| 7  | クロックワーク・プラネット7  | 2017年4月7日   | 978-4-06-390694-3 |
| 8  | クロックワーク・プラネット8  | 2017年9月8日   | 978-4-06-390729-2 |
| 9  | クロックワーク・プラネット9  | 2018年3月9日   | 978-4-06-511021-8 |
| 10 | クロックワーク・プラネット10 | 2018年10月9日  | 978-4-06-513057-5 |

## テレビアニメ
2015年12月にアニメ化企画進行中であることが、2016年12月にテレビアニメ化がそれぞれ発表され、2017年4月より6月までTBSほかにて放送された。

### スタッフ
- 原作 - 榎宮祐[9]、暇奈椿[9]
- 監督 - 長澤剛[9]
- シリーズ構成 - 杉原研二[9]
- キャラクターデザイン・総作画監督 - 島村秀一[9]
- メカデザイン - 寺岡賢司[9]
- プロップデザイン - 原由知[9]
- 世界観設定 - 末武康光[9]、枝松聖[9]
- 美術デザイン - 久保田正宏[9]
- 美術監督 - 甲斐政俊[9]
- 色彩設定 - 水野多恵子[9]
- CGディレクター - 船越勇貴[9]
- 撮影監督 - 武原健二[9]
- 編集 - 松村正宏[9]
- 音響監督 - 本山哲[9]
- 音楽 - 兼松衆[9]、中村巴奈重[9]、中野香梨[9]、宝野聡史[9]、田渕夏海[9]
- 音楽制作 - 日音[9]
- プロデューサー - 田中潤一朗[9]、福良啓[9]、古川慎[9]、相島豪太[9]、千野孝敏[9]、藍谷厚史[9]
- アニメーションプロデューサー - 西沢正智[9]
- アニメーション制作 - XEBEC[9]
- 製作協力 - NBCユニバーサル・エンターテイメント、講談社、GYAO、XEBEC、日本ナレーション演技研究所
- 製作 - クロプラ製作委員会、TBS

### 主題歌
オープニングテーマ「clockwork planet」
作詞・作曲・編曲 - 八木沼悟志 / 歌 - fripSide
第10話からオープニング映像が一部変更された。
エンディングテーマ「アンチクロックワイズ」
作詞・作曲・編曲 - まふまふ / 歌 - After the Rain

### 各話リスト
| 話数   | サブタイトル         | 脚本           | 絵コンテ        | 演出                | 作画監督                                         |
| ------ | -------------------- | -------------- | --------------- | ------------------- | ------------------------------------------------ |
| 第1話  | 運命の歯車           | 杉原研二       | 吉川博明        | 川崎ゆたか          | 島村秀一、青鉢芳信                               |
| 第2話  | 大支柱崩落           | 杉原研二       | あきとし        | たかたまさひろ      | 小澤円、細田沙織 平野絵美、川村敏江              |
| 第3話  | 真正面突破           | あおしまたかし | 吉川博明        | 大西健太            | 西田美弥子、謝宛倩                               |
| 第4話  | 虚数運動機関         | 鴻野貴光       | 吉川博明        | 筑紫大介            | 青鉢芳信、松本昌代 山田哲郎、斉藤大介            |
| 第5話  | 撃滅するもの         | 杉原研二       | 吉川博明        | 川崎ゆたか          | 江面久、烏宏明                                   |
| 第6話  | 大深度地下層         | 鴻野貴光       | 博多正寿        | うえだしげる        | 竹谷今日子、加藤初重                             |
| 第7話  | 首都襲撃             | あおしまたかし | あきとし        | 日下直義            | 野本正幸                                         |
| 第8話  | 電磁式機動兵器八束脛 | 鴻野貴光       | 博多正寿        | 高橋順              | 江面久、金海淑                                   |
| 第9話  | 空前絶後の犯罪       | あおしまたかし | あきとし        | 大西健太 佐々木達也 | 都竹隆治、謝宛倩 片岡恵美子、佐藤このみ 杉山直輝 |
| 第10話 | 自動人形を繋ぐもの   | 鴻野貴光       | 吉川博明        | 安藤貴史            | 川村敏江、平野絵美 北條直明、杉本幸子 細田沙織   |
| 第11話 | 天才の理論           | あおしまたかし | 吉川博明 長澤剛 | 千葉孝幸            | 桜井木ノ実、飯泉俊臣 坪田慎太郎                  |
| 第12話 | 終焉機動             | 杉原研二       | dojag-a-gen     | 日下直義            | 野本正幸、勝亦祥視                               |

### 放送局
| 放送期間               | 放送時間                     | 放送局         | 対象地域   | 備考                      |
| ---------------------- | ---------------------------- | -------------- | ---------- | ------------------------- |
| 2017年4月7日 - 6月23日 | 金曜 1:58 - 2:28（木曜深夜） | TBSテレビ      | 関東広域圏 | 製作局 / 字幕放送         |
| 2017年4月9日 - 6月25日 | 日曜 1:00 - 1:30（土曜深夜） | BS-TBS         | 日本全域   | BS放送                    |
| 2017年4月17日 - 7月3日 | 月曜 1:00 - 1:30（日曜深夜） | TBSチャンネル1 | 日本全域   | CS放送 / リピート放送あり |

| 配信期間                | 配信時間        | 配信サイト |
| ----------------------- | --------------- | --- |
| 2017年4月9日 - 6月25日  | 日曜 1:30 更新  | GYAO! 製作協力 |
|                         | 日曜 12:00 更新 | dアニメストア |
| 2017年4月12日 - 6月28日 | 水曜 12:00 更新 | アニメ放題 U-NEXT バンダイチャンネル Hulu ビデオパス FOD dTV ゲオチャンネル ニコニコチャンネル 楽天Showtime ビデオマーケット PlayStation Video TSUTAYA TV DMM.com |

### BD / DVD
| 巻 | 発売日         | 収録話          | 規格品番  | 規格品番  | 規格品番  | 規格品番  |
| 巻 | 発売日         | 収録話          | BD初回版  | BD通常版  | DVD初回版 | DVD通常版 |
| -- | -------------- | --------------- | --------- | --------- | --------- | --------- |
| 1  | 2017年6月21日  | 第1話 - 第2話   | GNXA-1981 | GNXA-1991 | GNBA-2641 | GNBA-2651 |
| 2  | 2017年7月21日  | 第3話 - 第4話   | GNXA-1982 | GNXA-1992 | GNBA-2642 | GNBA-2652 |
| 3  | 2017年8月23日  | 第5話 - 第6話   | GNXA-1983 | GNXA-1993 | GNBA-2643 | GNBA-2653 |
| 4  | 2017年9月21日  | 第7話 - 第8話   | GNXA-1984 | GNXA-1994 | GNBA-2644 | GNBA-2654 |
| 5  | 2017年10月25日 | 第9話 - 第10話  | GNXA-1985 | GNXA-1995 | GNBA-2645 | GNBA-2655 |
| 6  | 2017年11月22日 | 第11話 - 第12話 | GNXA-1986 | GNXA-1996 | GNBA-2646 | GNBA-2656 |

### CD
| タイトル                                                         | 発売日       | 規格品番  |
| ---------------------------------------------------------------- | ------------ | --------- |
| TVアニメ クロックワーク・プラネット オリジナル・サウンドトラック | 2017年6月7日 | UZCL-2109 |

### Webラジオ
『レディオワーク・プラネット〜時計仕掛けのラジオ〜』のタイトルで、2017年3月23日から6月29日まで隔週木曜日に音泉にて配信された。メインパーソナリティは南條愛乃（見浦ナオト 役）。そして加隈亜衣（リューズ役）と大西沙織（マリー役）が交代制で務めた。
| TBS 金曜 1:58 - 2:28（木曜深夜）枠 | TBS 金曜 1:58 - 2:28（木曜深夜）枠 | TBS 金曜 1:58 - 2:28（木曜深夜）枠 |
| 前番組                             | 番組名                             | 次番組                             |
| ---------------------------------- | ---------------------------------- | ---------------------------------- |
| うらら迷路帖                       | クロックワーク・プラネット         | コンビニカレシ                     |